# Đảo San Jorge
San Jorge là hòn đảo lớn thứ hai ở tỉnh Isabel sau đảo Santa Isabel, Quần đảo Solomon. Hòn đảo này nằm ở cuối phía nam của đảo Santa Isabel và giáp vịnh Thousand Ships. Đảo San Jorge có diện tích 184 km ² và có khoảng 1000 người sinh sống tại bốn làng trên đảo.